# Johnny St. Cyr

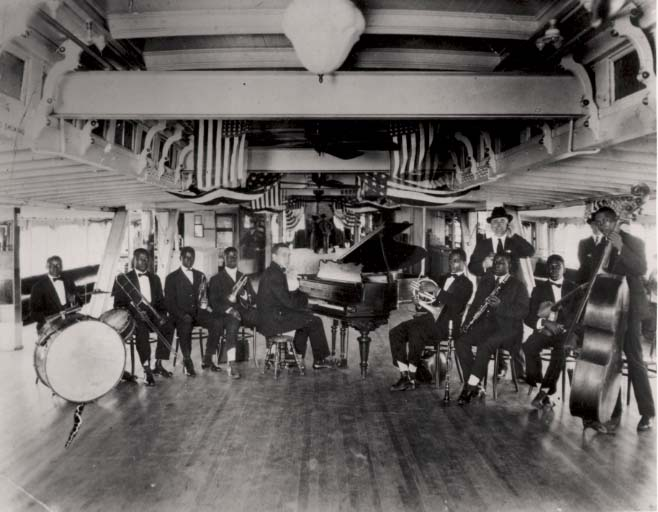
Johnny St. Cyr z orkiestrą Fate’a Marable’a na pokładzie parowca „Sidney” – od lewej: „Baby” Dodds – perkusja, William „Baba” Ridgley – puzon, Joe Howard i Louis Armstrong – kornet, Fate Marable – fortepian, David Jones – waltornia, Johnny Dodds – klarnet, Johnny St. Cyr – banjo i „Pops” Foster kontrabas. Biały mężczyzna w kapeluszu, stojący za Doddsem to prawdopodobnie kpt. Joe Streckfus właściciel statku, ok. 1918.

Johnny St. Cyr, właśc. John Alexander St. Cyr (ur. 17 kwietnia 1890 w Nowym Orleanie, zm. 17 czerwca 1966 w Los Angeles) – afroamerykański muzyk, bandżysta i gitarzysta, pionier jazzu.

## Życiorys
Urodził się w rodzinie katolickiej i w tej wierze został wychowany. Miał dwoje rodzeństwa. Jego ojciec grał na gitarze i flecie. Nigdy jednak nie usłyszał jego gry, rodzice bowiem rozstali się, kiedy miał niespełna pięć lat. Był samoukiem. Już w 1905 prowadził własne trio. W Nowym Orleanie grał w zespołach: Armanda Piróna, The Superior, The Original Tuxedo Jazz Orchestra „Papy” Celestina, The Olympia Orchestra Freddiego Kepparda oraz orkiestrach Fate’a Marable’a, grających na parowcach wycieczkowych pływających po Missisipi. Był wówczas bardzo rozchwytywanym muzykiem.
W 1923, będąc członkiem zespołu „Kinga” Olivera, wyjechał z nim do Chicago. Występował tam i nagrywał z Oliverem oraz grupami prowadzonymi przez pianistę Jelly’ego Roll Mortona oraz trębacza Louisa Armstronga. Firmowane nazwiskiem Armstronga a dokonane w latach 1925–1927 nagrania Hot Five i Hot Seven należą do najważniejszych w historii jazzu. Grał również z The Dreamland Orchestra kierowaną przez Doca Cooka.
W 1930 wskutek panującego wielkiego kryzysu i kłopotów z nowymi angażami wrócił do Nowego Orleanu. Zarabiał na życie jako tynkarz, ale nie zaprzestał grać. Występował w różnych zespołach m.in. perkusisty Paula Barbarina i klarnecisty Alphonse’a Picou.
W 1955 przeprowadził się do Los Angeles i powrócił do muzyki jako głównego źródła zarobkowania. Założył i prowadził grupę The Young Men from New Orleans z klarnecistą Barneyem Bigardem w składzie. Występował z nią od 1961 aż do śmierci w 1966 na parowcu bocznokołowym z epoki Marka Twaina, pływającym  w sekcji „Frontierland” Disneylandu. Zmarł w The General Hospital w Los Angeles w wieku 76. lat. Spoczął na tamtejszym cmentarzu Evergreen.

### Małżeństwa
Był dwukrotnie żonaty. Pierwszy ślub był katolicki. Natomiast drugi – ze względu na wyznanie wybranki – odbył się w Kościele Metodystycznym, do którego przystąpił.

## Znane kompozycje
Buddy's Habit, High Fever, Messin' Around, Oriental Strut

## Wybrane nagrania
- 1955 Johnny St. Cyr and His Hot Five/Paul Barbarin and His Jazz Band (Southland/Select-O-Hits)
- 1956 Johnny St. Cyr/Paul Barbarin (GHB Records)
- 1994 Johnny St. Cyr (Americam Music) – CD

Z Louisem Armstrongiem
- 2000 Louis Armstrong – Complete Hot Five & Hot Seven (American Jazz Classics) – 4 CD

## Upamiętnienie
W 2002 został pośmiertnie wprowadzony do Panteonu Sław Banjo (The Banjo Hall of Fame).